# كرايغ وولف
كرايغ وولف (بالإنجليزية: Craig Wolff)‏ هو صحفي أمريكي، ولد في 5 يوليو 1964.